# Uruguay en los Juegos Panamericanos

La bandera Uruguaya.

Uruguay en los Juegos Panamericanos está representado por el Comité Olímpico Uruguayo.

## Medallas

### Medallas por edición de los Juegos Panamericanos
| Año   | Sede             | Oro | Plata | Bronce | Total |
| ----- | ---------------- | --- | ----- | ------ | ----- |
| 1951  | Buenos Aires     | 0   | 0     | 0      | 0     |
| 1955  | Ciudad de México | 0   | 6     | 3      | 9     |
| 1959  | Chicago          | 1   | 3     | 4      | 8     |
| 1963  | São Paulo        | 4   | 1     | 7      | 12    |
| 1967  | Winnipeg         | 0   | 1     | 4      | 5     |
| 1971  | Cali             | 0   | 0     | 3      | 3     |
| 1975  | Ciudad de México | 0   | 0     | 2      | 2     |
| 1979  | San Juan         | 0   | 0     | 0      | 0     |
| 1983  | Caracas          | 1   | 0     | 2      | 3     |
| 1987  | Indianápolis     | 2   | 2     | 3      | 7     |
| 1991  | La Habana        | 0   | 1     | 0      | 1     |
| 1995  | Mar del Plata    | 1   | 4     | 3      | 8     |
| 1999  | Winnipeg         | 0   | 1     | 3      | 4     |
| 2003  | Santo Domingo    | 2   | 1     | 5      | 8     |
| 2007  | Río de Janeiro   | 0   | 1     | 2      | 3     |
| 2011  | Guadalajara      | 0   | 3     | 2      | 5     |
| 2015  | Toronto          | 1   | 1     | 3      | 5     |
| 2019  | Lima             | 0   | 4     | 4      | 8     |
| 2023  | Santiago         | 2   | 5     | 3      | 10    |
| Total | Total            | 14  | 34    | 53     | 101   |

### Medallas por Disciplina
| Modalidad              | Oro | Plata | Bronce | Total |
| ---------------------- | --- | ----- | ------ | ----- |
| Atletismo              | 0   | 2     | 7      | 9     |
| Baloncesto             | 0   | 0     | 1      | 1     |
| Boxeo                  | 1   | 1     | 6      | 8     |
| Canotaje               | 0   | 0     | 1      | 1     |
| Ciclismo               | 5   | 6     | 7      | 18    |
| Esgrima                | 0   | 1     | 1      | 2     |
| Fútbol                 | 2   | 0     | 1      | 3     |
| Handball               | 0   | 0     | 2      | 2     |
| Surf                   | 0   | 1     | 0      | 1     |
| Hockey sobre césped    | 0   | 0     | 1      | 1     |
| Judo                   | 0   | 0     | 3      | 3     |
| Karate                 | 0   | 0     | 3      | 3     |
| Natación               | 0   | 2     | 3      | 5     |
| Patinaje               | 0   | 1     | 0      | 1     |
| Pelota vasca           | 1   | 5     | 2      | 8     |
| Levantamiento de pesas | 0   | 1     | 0      | 1     |
| Remo                   | 3   | 3     | 5      | 11    |
| Tenis                  | 0   | 1     | 1      | 2     |
| Tiro deportivo         | 0   | 0     | 1      | 1     |
| Vela                   | 0   | 5     | 5      | 10    |
| Frontball              | 0   | 1     | 0      | 1     |
| Triquete               | 0   | 0     | 1      | 1     |
| 22 deportes            | 14  | 32    | 54     | 100   |

| N.º | Edición             | M                 | Atleta                                                                   | Deporte             | Evento                        |
| --- | ------------------- | ----------------- | ------------------------------------------------------------------------ | ------------------- | ----------------------------- |
| 93  | Lima 2019           | Medalla de plata  | Jimena Miranda y Camila Naviliat                                         | Pelota - Goma       | Final Trinquete Femenino      |
| 92  | Lima 2019           | Medalla de plata  | Nicolás Landauer                                                         | Vela                | Medal Race                    |
| 91  | Lima 2019           | Medalla de plata  | Ricardo Fabini y Florencia Parnizari                                     | Vela                | Final Snipe                   |
| 90  | Lima 2019           | Medalla de plata  | Julián Schweizer                                                         | Surf                | Longboard                     |
| 89  | Lima 2019           | Medalla de bronce | Maximiliano Larrosa                                                      | Karate              | Final Kumite - 60 kg          |
| 88  | Lima 2019           | Medalla de bronce | Emiliano Lasa                                                            | Salto largo         | Final                         |
| 87  | Lima 2019           | Medalla de bronce | Déborah Rodríguez                                                        | 800 metros          | Final                         |
| 86  | Lima 2019           | Medalla de bronce | Lucas Fernández                                                          | Boxeo               | 56 kg Peso pluma              |
| 85  | Toronto 2015        | Medalla de oro    | Selección masculina                                                      | Fútbol              | Final                         |
| 84  | Toronto 2015        | Medalla de plata  | Dolores Moreira                                                          | Vela                | Medal Race                    |
| 83  | Toronto 2015        | Medalla de bronce | Selección femenina                                                       | Handball            | Partido por medalla de bronce |
| 82  | Toronto 2015        | Medalla de bronce | Déborah Rodríguez                                                        | 400 metros vallas   | Final                         |
| 81  | Toronto 2015        | Medalla de bronce | Emiliano Lasa                                                            | Salto largo         | Final                         |
| 80  | Guadalajara 2011    | Medalla de plata  | Gastón Dufau y Pablo Baldizán                                            | Pelota - Cuero      | Final Trinquete Masculino     |
| 79  | Guadalajara 2011    | Medalla de plata  | Jimena Miranda y Camila Naviliat                                         | Pelota - Goma       | Final Trinquete Femenino      |
| 78  | Guadalajara 2011    | Medalla de plata  | Carlo Buzzo y Enzo Cazzola                                               | Pelota - Goma       | Final Trinquete Masculino     |
| 77  | Guadalajara 2011    | Medalla de bronce | Manfredo Finck                                                           | Vela                | Final Snipe abierto           |
| 76  | Guadalajara 2011    | Medalla de bronce | Selección masculina                                                      | Fútbol              | Partido por medalla de bronce |
| 75  | Río de Janeiro 2007 | Medalla de bronce | Selección Masculina                                                      | Basquetbol          | Partido por medalla de bronce |
| 74  | Río de Janeiro 2007 | Medalla de bronce | Milton Wynants                                                           | Ciclismo por puntos | Final Pruebas por puntos      |
| 73  | Río de Janeiro 2007 | Medalla de plata  | Pablo Defazio y Eduardo Medici                                           | Vela                | Final Snipe                   |
| 72  | Santo Domingo 2003  | Medalla de oro    | Milton Wynants                                                           | Ciclismo por puntos | Final Pruebas por puntos      |
| 71  | Santo Domingo 2003  | Medalla de oro    | Milton Wynants                                                           | Ciclismo de Ruta    | Final Individual              |
| 70  | Santo Domingo 2003  | Medalla de oro    | Marta Aguiar                                                             | Fitness             | Final                         |
| 69  | Santo Domingo 2003  | Medalla de plata  | R. Scarpatti, R. Collazo, L. Salvagno y O. Medina                        | Remo                | Final Bote Cuádruple          |
| 68  | Santo Domingo 2003  | Medalla de bronce | Selección femenina                                                       | Handball            | Partido por medalla de bronce |
| 67  | Santo Domingo 2003  | Medalla de bronce | Selección Femenina                                                       | Hockey              | Partido por medalla de bronce |
| 66  | Santo Domingo 2003  | Medalla de bronce | Huber Hernandez y Álvaro Medina                                          | Pelota - Cuero      | Partido por medalla de bronce |
| 65  | Santo Domingo 2003  | Medalla de bronce | Nicolas Shaban y Santiago Silvera                                        | Vela                | Final Snipe                   |
| 64  | Santo Domingo 2003  | Medalla de bronce | Darwin Correa                                                            | Canotaje            | Final C1 1000                 |
| 63  | Winnipeg 1999       | Medalla de plata  | Karina Rocha y Germán Alves                                              | Patinaje            | Final danza doble             |
| 62  | Winnipeg 1999       | Medalla de bronce | Milton Wynants                                                           | Ciclismo por puntos | Final Pruebas por puntos      |
| 61  | Winnipeg 1999       | Medalla de bronce | Manuel Costa                                                             | Karate              | Final Kumite + 80 kg          |
| Exi | Winnipeg 1999       | Medalla de bronce | Déborah Gyurcsek                                                         | Atletismo           | Salto con pértiga             |
| 60  | Mar del Plata 1995  | Medalla de oro    | Horacio Guichon y Pablo Baldizan                                         | Pelota - Cuero      | Final Trinquete Masculino     |
| 59  | Mar del Plata 1995  | Medalla de plata  | Mario Casella y Maria González                                           | Pelota - Goma       | Final Trinquete Femenino      |
| 58  | Mar del Plata 1995  | Medalla de plata  | Ricardo Fabini y Roberto Fabini                                          | Vela                | Final Snipe                   |
| 57  | Mar del Plata 1995  | Medalla de plata  | Marcelo Filippini y Diego Pérez                                          | Tenis               | Final Copa Naciones           |
| 56  | Mar del Plata 1995  | Medalla de plata  | Milton Wynants                                                           | Ciclismo por puntos | Final Pruebas por puntos      |
| 55  | Mar del Plata 1995  | Medalla de bronce | Gustavo Figueredo                                                        | Ciclismo            | Final 50 km Contra Reloj      |
| 54  | Mar del Plata 1995  | Medalla de bronce | Maria Laura Silvera                                                      | Karate              | Final Kumite + 52 kg          |
| 53  | Mar del Plata 1995  | Medalla de bronce | Gustavo Hernández y Laureano Barreiro                                    | Pelota - Goma       | Final Trinquete Masculino     |
| 52  | La Habana 1991      | Medalla de plata  | Ricardo Vera                                                             | Atletismo           | Final 3000 m                  |
| 51  | La Habana 1991      | Medalla de bronce | Beatriz Hambeck                                                          | Patín               | Final Figuras                 |
| 50  | La Habana 1991      | Medalla de bronce | Beatriz Hambeck                                                          | Patín               | Final Programa largo          |
| 49  | Indianápolis 1987   | Medalla de oro    | Federico Moreira                                                         | Ciclismo            | Final 50 km                   |
| 48  | Indianápolis 1987   | Medalla de oro    | Jesus Posse                                                              | Remo                | Final Par de remos cortos     |
| 47  | Indianápolis 1987   | Medalla de plata  | Carlos Scanavino                                                         | Natación            | Final 200 m libres            |
| 46  | Indianápolis 1987   | Medalla de plata  | German Tozdjian                                                          | Pesas               | Final 100 kg                  |
| 45  | Indianápolis 1987   | Medalla de bronce | Juan Montiel                                                             | Boxeo               | Final peso mediano 75 kg      |
| 44  | Indianápolis 1987   | Medalla de bronce | Patricia Miller                                                          | Tenis               | Final Single                  |
| 43  | Indianápolis 1987   | Medalla de bronce | Gustavo Cadarso, Luis Méndez y José Mautone                              | Tiro                | Final Pistola Neumática       |
| 42  | Caracas 1983        | Medalla de oro    | Selección masculina                                                      | Fútbol              | Final                         |
| 41  | Caracas 1983        | Medalla de bronce | Carlos Scanavino                                                         | Natación            | Final 1500 m libres           |
| 40  | Caracas 1983        | Medalla de bronce | Fernando Thode y Alberto Demichelli                                      | Vela                | Final Snipe                   |
| 39  | México Df 1975      | Medalla de bronce | Oscar Caeiro y Juan Orbeti                                               | Remo                | 2 remos largos sin timonel    |
| 38  | México Df 1975      | Medalla de bronce | Pedro Garra y Ricardo Mignone                                            | Vela                | Final Snipe                   |
| 37  | Cali 1971           | Medalla de bronce | Darwin Piñeyrua                                                          | Atletismo           | Lanzamiento de martillo       |
| 36  | Cali 1971           | Medalla de bronce | Carlos Franco                                                            | Boxeo               | Final peso medio 75 kg        |
| 35  | Cali 1971           | Medalla de bronce | P. Ciappesoni, J. Buenahora y R. Martinez                                | Remo                | 2 remos largos con timonel    |
| 34  | Winnipeg 1967       | Medalla de plata  | Ana María Norbis                                                         | Natación            | Final 100 m pecho             |
| 33  | Winnipeg 1967       | Medalla de bronce | Juan Rivero                                                              | Boxeo               | Final peso ligero 60 kg       |
| 32  | Winnipeg 1967       | Medalla de bronce | Carlos Franco                                                            | Boxeo               | Final peso medio 75 kg        |
| 31  | Winnipeg 1967       | Medalla de bronce | Ana María Norbis                                                         | Natación            | Final 200 m pecho             |
| 30  | Winnipeg 1967       | Medalla de bronce | L. Castillo, R. Apt, T. Trama y A. María Norbis                          | Natación            | Final 4 x 100 combinado       |
| 29  | Sao Paulo 1963      | Medalla de oro    | Floreal García                                                           | Boxeo               | Final peso mosca 51 kg        |
| 28  | Sao Paulo 1963      | Medalla de oro    | W. Baridon, L. Serra, J. Timón, A.Velazquez                              | Ciclismo            | 4000m persecución equipos     |
| 27  | Sao Paulo 1963      | Medalla de oro    | Wilde Baridon y Tomas Correa                                             | Ciclismo            | Ruta por equipos 175 km       |
| 26  | Sao Paulo 1963      | Medalla de oro    | Gustavo Pérez y Luis Mayer                                               | Remo                | 2 remos largos sin timonel    |
| 25  | Sao Paulo 1963      | Medalla de plata  | Juan Timón                                                               | Ciclismo            | Ruta individual 175 km        |
| 24  | Sao Paulo 1963      | Medalla de bronce | Albertino Etchechury                                                     | Atletismo           | 3000 m con obstáculos         |
| 23  | Sao Paulo 1963      | Medalla de bronce | Raúl Aguiar                                                              | Boxeo               | Peso completo + 81 kg         |
| 22  | Sao Paulo 1963      | Medalla de bronce | Joaquín Andrade                                                          | Judo                | Final Todo Grado              |
| 21  | Sao Paulo 1963      | Medalla de bronce | Rómulo Etcheverry                                                        | Judo                | Final Medio Peso              |
| 20  | Sao Paulo 1963      | Medalla de bronce | Heraldo Viazzi                                                           | Judo                | Final Pesado                  |
| 19  | Sao Paulo 1963      | Medalla de bronce | Equipo Uruguayo                                                          | Remo                | 8 remos largos con timonel    |
| 18  | Sao Paulo 1963      | Medalla de bronce | Pedro Garra                                                              | Vela                | Final clase Finn              |
| 17  | Chicago 1959        | Medalla de oro    | Luis Aguiar y Gustavo Pérez                                              | Remo                | Final 2 pares de remos largos |
| 16  | Chicago 1959        | Medalla de plata  | Gualberto Gutierrez                                                      | Boxeo               | Peso ligero hasta 60 kg       |
| 15  | Chicago 1959        | Medalla de plata  | Rodino, Timon, Velazquez, Deceja y Puertollano                           | Ciclismo            | 4000m persecución equipos     |
| 14  | Chicago 1959        | Medalla de plata  | Raul Torrieri y Paulo Carvalho                                           | Remo                | Final 2 pares de remos cortos |
| 13  | Chicago 1959        | Medalla de bronce | Raymundo Moyano                                                          | Ciclismo            | Ruta individual 189 km        |
| 12  | Chicago 1959        | Medalla de bronce | René Deceja y Rodolfo Rodino                                             | Ciclismo            | Ruta equipos 189 km           |
| 11  | Chicago 1959        | Medalla de bronce | Teodoro Goliardi                                                         | Esgrima             | Final sable individual        |
| 10  | Chicago 1959        | Medalla de bronce | Paulo Carvalho                                                           | Remo                | Final 1 par de remos cortos   |
| 9   | México Df 1955      | Medalla de plata  | Estrella Puente                                                          | Atletismo           | Final lanzamiento de jabalina |
| 8   | México Df 1955      | Medalla de plata  | Juan Carlos Pérez                                                        | Ciclismo            | Final Velocidad Scratch       |
| 7   | México Df 1955      | Medalla de plata  | Luis Pedro Serra, Alberto Velásquez, Julio Sobrera y Eduardo Puertollano | Ciclismo            | 4000m persecución equipos     |
| 6   | México Df 1955      | Medalla de plata  | Alberto Velásquez, Américo Benítez y Luis Chazzaro                       | Ciclismo            | Final ruta equipos 175 km     |
| 5   | México Df 1955      | Medalla de plata  | Juan Rodríguez                                                           | Remo                | Final 1 par de remos cortos   |
| 4   | México Df 1955      | Medalla de plata  | Ricardo Rimini, Teodoro Goliardi y Juan Paladino                         | Esgrima             | Final Sable equipos           |
| 3   | México Df 1955      | Medalla de bronce | Luis Pedro Serra                                                         | Ciclismo            | Final 1 km contra reloj       |
| 2   | México Df 1955      | Medalla de bronce | J. Cabillon, L. Rogerone, H. Texidor y R. Firpo                          | Remo                | 4 remos largos sin timonel    |
| 1   | México Df 1955      | Medalla de bronce | Alberto Velásquez                                                        | Ciclismo            | Ruta individual 175 km        |